# Gustav Adolfs landskommun, Skåne
Gustav Adolfs landskommun var en tidigare kommun i Kristianstads län. 

## Administrativ historik
Den inrättades i Gustav Adolfs socken (som fram till 1778 hetat Viby) i Villands härad när 1862 års kommunalförordningar trädde i kraft 1863.
Vid kommunreformen 1952 uppgick den i Fjälkinge landskommun och området tillhör sedan 1971 Kristianstads kommun.

## Politik

### Mandatfördelning i valen 1938-1946
| 13 | 7 |

| 16 | 4 |

| 14 | 6 |

| 18 |

| 13 | 7 |

| 18 |